# Escobaria dasyacantha
Escobaria dasyacantha ist eine Pflanzenart in der Gattung Escobaria aus der Familie der Kakteengewächse (Cactaceae). Das Artepitheton dasyacantha leitet sich von den griechischen Worten dasys für ‚dicht‘, ‚rau‘, ‚struppig‘ und akantha für ‚Dorn‘ ab. Ein englischer Trivialnamen ist „Cob Cactus“.

## Beschreibung
Escobaria dasyacantha wächst einzeln und sprosst gelegentlich. Die niedergedrückt kugelförmigen bis kurz zylindrischen Triebe erreichen Wuchshöhen von bis zu 20 Zentimeter und Durchmesser von 4 bis 7 Zentimeter. Die Triebe sind von der dichten weißen Bedornung verdeckt. Von den bis zu 10 Millimeter langen Warzen sind die älteren an der Basis der Triebe häufig verkorkt und dornenlos. Die sieben bis 17 kräftigen, weißen Mitteldornen besitzen eine Länge von 2,5 Zentimeter. Die 25 bis 50 oder mehr Randdornen sind kräftig, weiß und 0,6 bis 2,5 Zentimeter lang.
Die Blüten sind mehr oder weniger rosafarben bis bräunlich oder gelegentlich auch grünlich. Sie sind bis zu 2 Zentimeter lang und erreichen Durchmesser von 1,5 bis 2 Zentimeter. Die Blüten öffnen sich auf Grund der dichten steifen Bedornung nur selten ganz. Die roten, keulenförmigen Früchte weisen Längen von bis zu 10 Millimeter auf.

## Verbreitung, Systematik und Gefährdung
Escobaria dasyacantha ist in den Vereinigten Staaten in den Bundesstaaten New Mexico und Texas sowie den mexikanischen Bundesstaaten Chihuahua, Coahuila, Nuevo León und Zacatecas verbreitet.
Die Erstbeschreibung als Mammillaria dasyacantha durch George Engelmann wurde 1856 veröffentlicht. Nathaniel Lord Britton und Joseph Nelson Rose stellten die Art 1923 in die Gattung Escobaria. Weitere nomenklatorische Synonyme sind Cactus dasyacanthus (Engelm.) Kuntze (1891), Coryphantha dasyacantha (Engelm.) Orcutt (1922), Escobesseya dasyacantha (Engelm.) Hester (1945) und Neobesseya dasyacantha (Engelm.) Lodé (2013).
Es werden folgende Unterarten unterschieden:
- Escobaria dasyacantha subsp. dasyacantha
- Escobaria dasyacantha subsp. chaffeyi (Britton & Rose) N.P.Taylor

In der Roten Liste gefährdeter Arten der IUCN wird die Art als „Least Concern (LC)“, d. h. als nicht gefährdet geführt.

## Nachweise